# Museus Vaticans

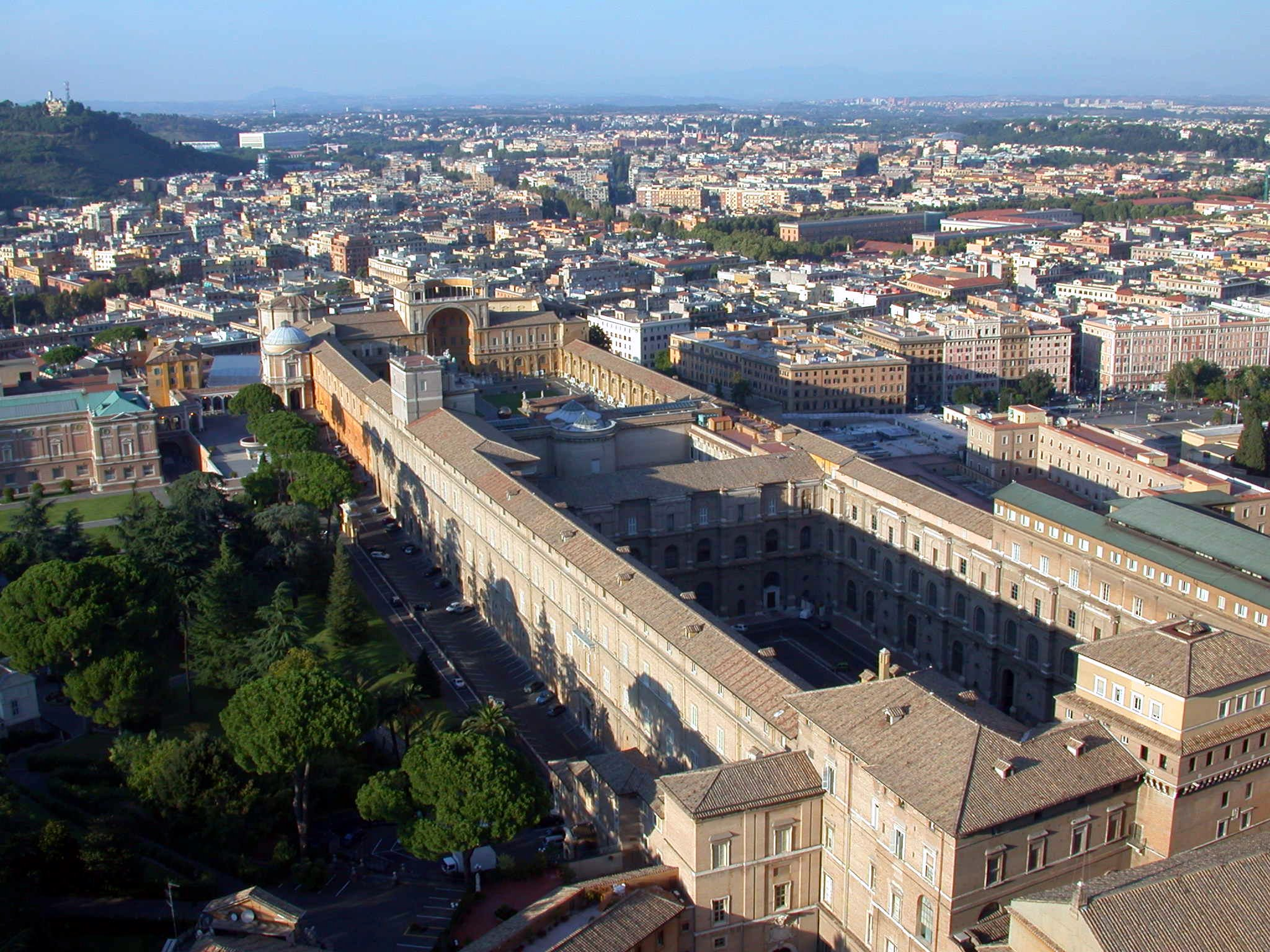
Els Museus Vaticans des de la basílica de Sant Pere

Els Museus Vaticans (en italià Musei Vaticani) són a la Ciutat del Vaticà, a Roma. Situats tocant a la basílica de Sant Pere, els componen diferents edificis de museus, edificis pontificis, galeries, monuments i jardins. La base de les seves obres va ser la col·lecció privada de Juli II, que va ser escollit papa el 1503; més tard altres papes han anat augmentant les extenses col·leccions de què consten aquests museus. A aquest conjunt d'edificis també pertany la Biblioteca Vaticana, una de les millors del món.
Els Museus Vaticans foren visitats per 4.310.083 persones l'any 2007.

## Origen

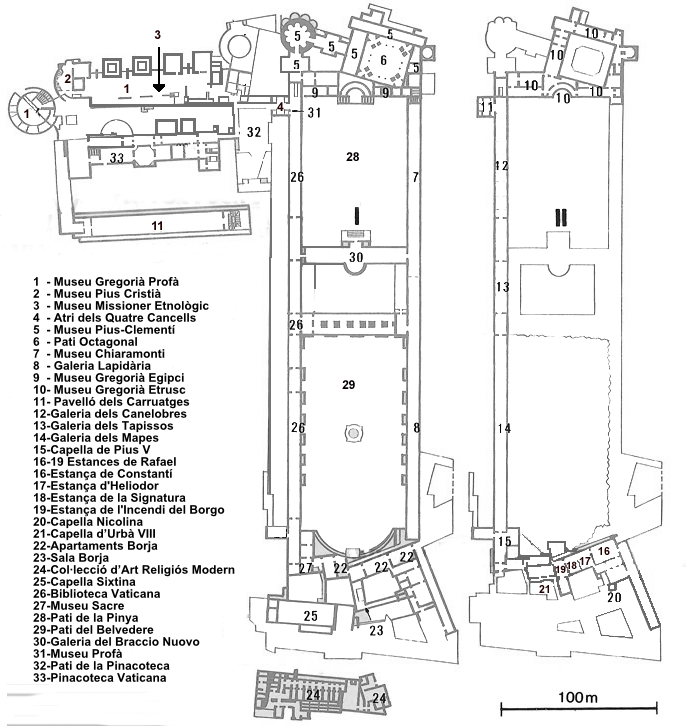
Plànol dels Museus Vaticans

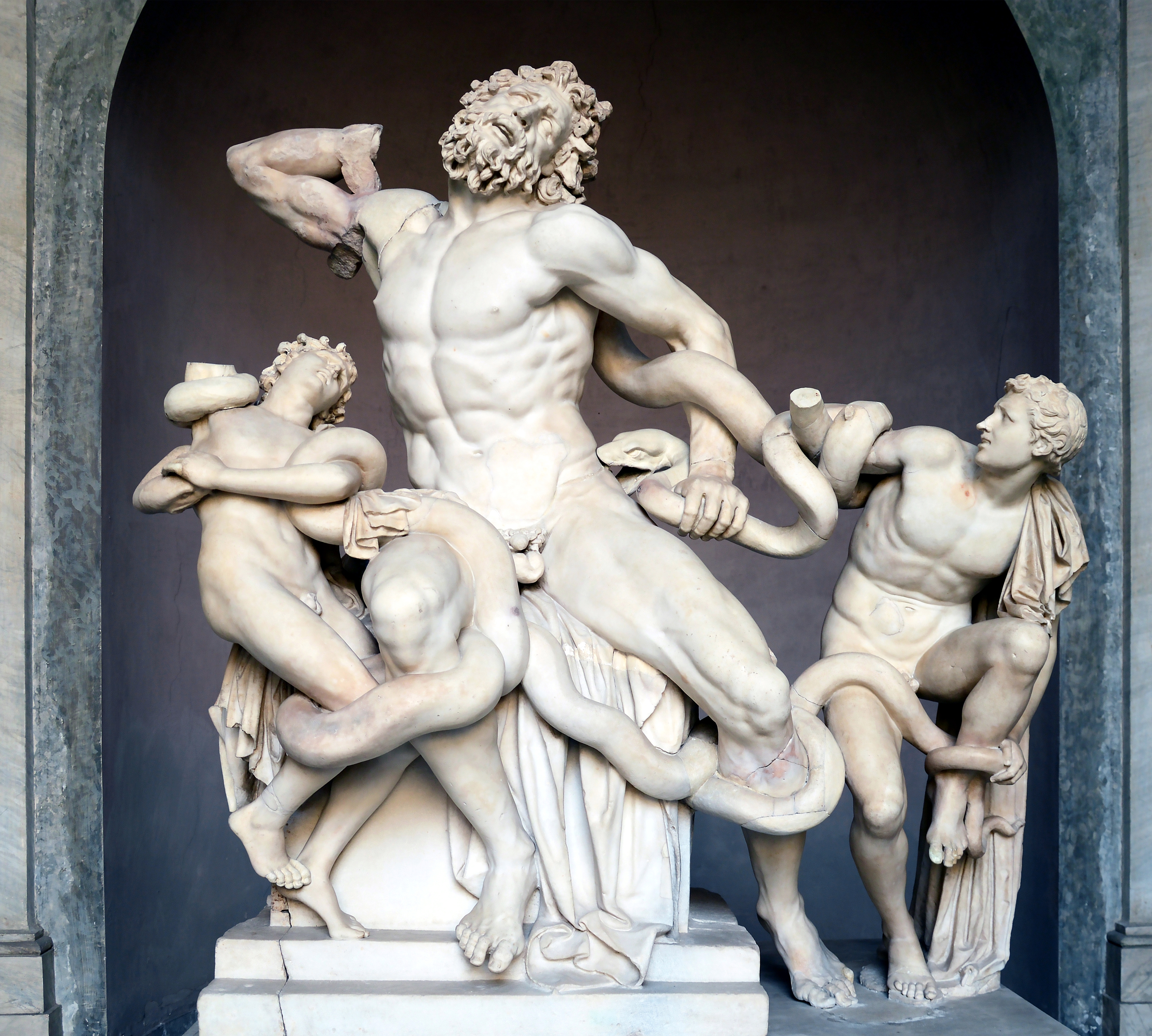
Laocoont i els seus fills, una de les primeres escultures portades al Vaticà pel papa Juli II

Les col·leccions dels Museus Vaticans es van configurar a partir de les obres d'art que de manera privada tenia el cardenal Giuliano della Rovere, que quan va ser escollit papa el 1503 amb el nom de Juli II va traslladar la seva col·lecció al palau Belvedere i les escultures les va exposar als jardins. Allà va col·locar, entre d'altres, el Laocoont i els seus fills, escultura trobada el 14 de gener de 1506 a la Domus Aurea de Neró, al turó romà de l'Esquilí;
va ser l'arquitecte Giuliano da Sangallo el que va identificar l'escultura, que va ser adquirida pel papa Juli II. Es van construir nous edificis, i també passadissos i galeries per unir-los amb els altres bastits anteriorment; amb el pas del temps i l'accés al poder de nous papes, es van anar desenvolupant i ampliant fins a formar els actuals museus.
Els fons d'art també van anar creixent per la tradició de les grans famílies italianes de formar col·leccions, ja que aquestes famílies solien tenir entre els seus membres cardenals que arribaven al pontificat. Per altra banda, les col·leccions d'obres d'art van anar enriquint-se i augmentant també gràcies a poder-se assortir de tots els tresors de les catacumbes romanes, les obres de la basílica de Sant Pere i de les de Sant Joan del Laterà, així com de totes les excavacions arqueològiques realitzades en sòl romà, ja que els terrenys on està situada la Ciutat del Vaticà van ser ocupats pels etruscs i posteriorment per l'Imperi Romà en temps d'August. En aquesta zona anomenada els Jardins de Neró va sofrir martiri sant Pere, i Constantí el Gran, després de la seva conversió al cristianisme, hi va construir una basílica cap a l'any 326.

### Creació dels Museus Vaticans
La gran etapa constructiva del Vaticà es va iniciar el 1447 amb el Papa Nicolau V: va encarregar a l'arquitecte Bernardo Rossellino el disseny de la nova basílica de Sant Pere, i al pintor Fra Angelico, la decoració de la capella Nicolina, i va ser el fundador de la Biblioteca Vaticana. Sixt IV, el 1471, va fer construir una nova capella, la Sixtina, amb la decoració pictòrica de diversos artistes, entre ells Sandro Botticelli i Pietro Perugino. El 1740, Benet XIV va arranjar en noves sales els museus Sacre i Profà i el Gabinet de Medalles. El museu Pius-Clementí va ser projectat pels papes Climent XIV i el seu successor Pius VI durant l'època dels seus papats, compresa entre els anys 1769 i 1799.
La Il·lustració i els descobriments arqueològics de Johann Joachim Winckelmann, nomenat conservador de les antiguitats romanes i bibliotecari del Vaticà el 1756, van donar un nou impuls per l'exposició de les grans col·leccions que posseïa el Vaticà; a partir de llavors i sense interrupció es van fent tasques de catalogació per l'exposició pública dels seus fons. El següent papa, Pius VII, el 1800 va encarregar a Antonio Canova l'organització del museu que duu el seu nom: el Museu Chiaramonti, i va crear la primera secció de la Pinacoteca. Gregori XVI (1831-1846) va fundar els Museus Gregorians: l'Etrusc i l'Egipci. Amb el papa Pius XI, l'any 1927 es va inaugurar el Museu Missioner Etnològic. Arran dels criteris de renovació del Concili Vaticà II, el 1973 es va fundar la Col·lecció d'Art Religiós Modern, sota el pontificat de Pau VI.

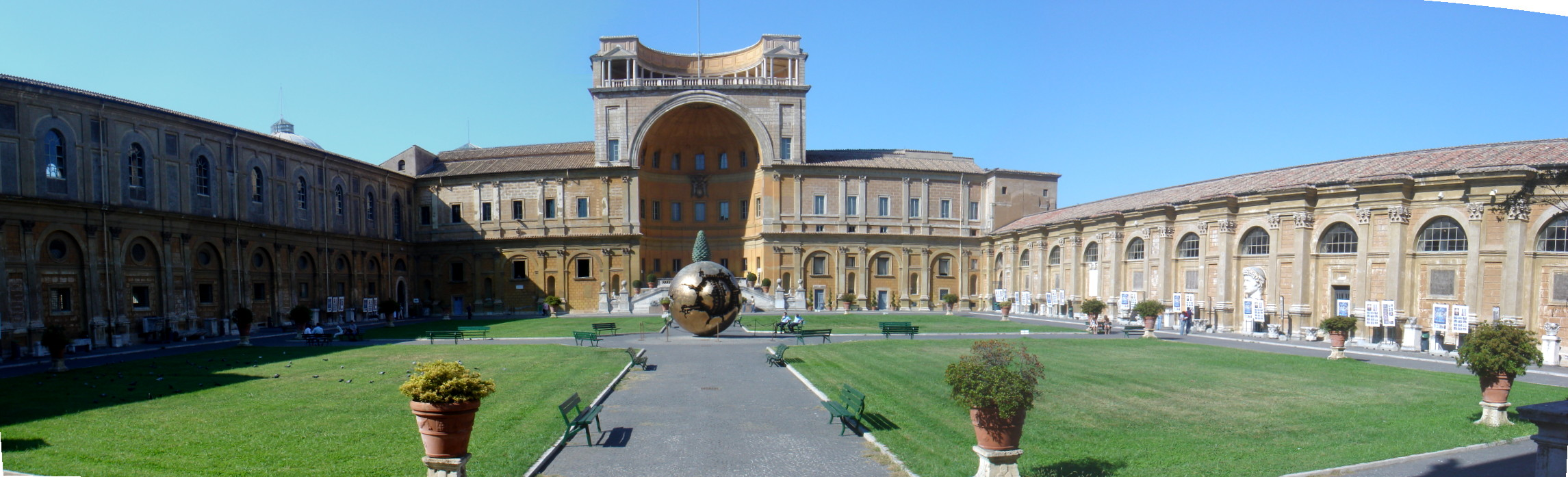
Vista del pati de la Pinya

## Escala de cargol

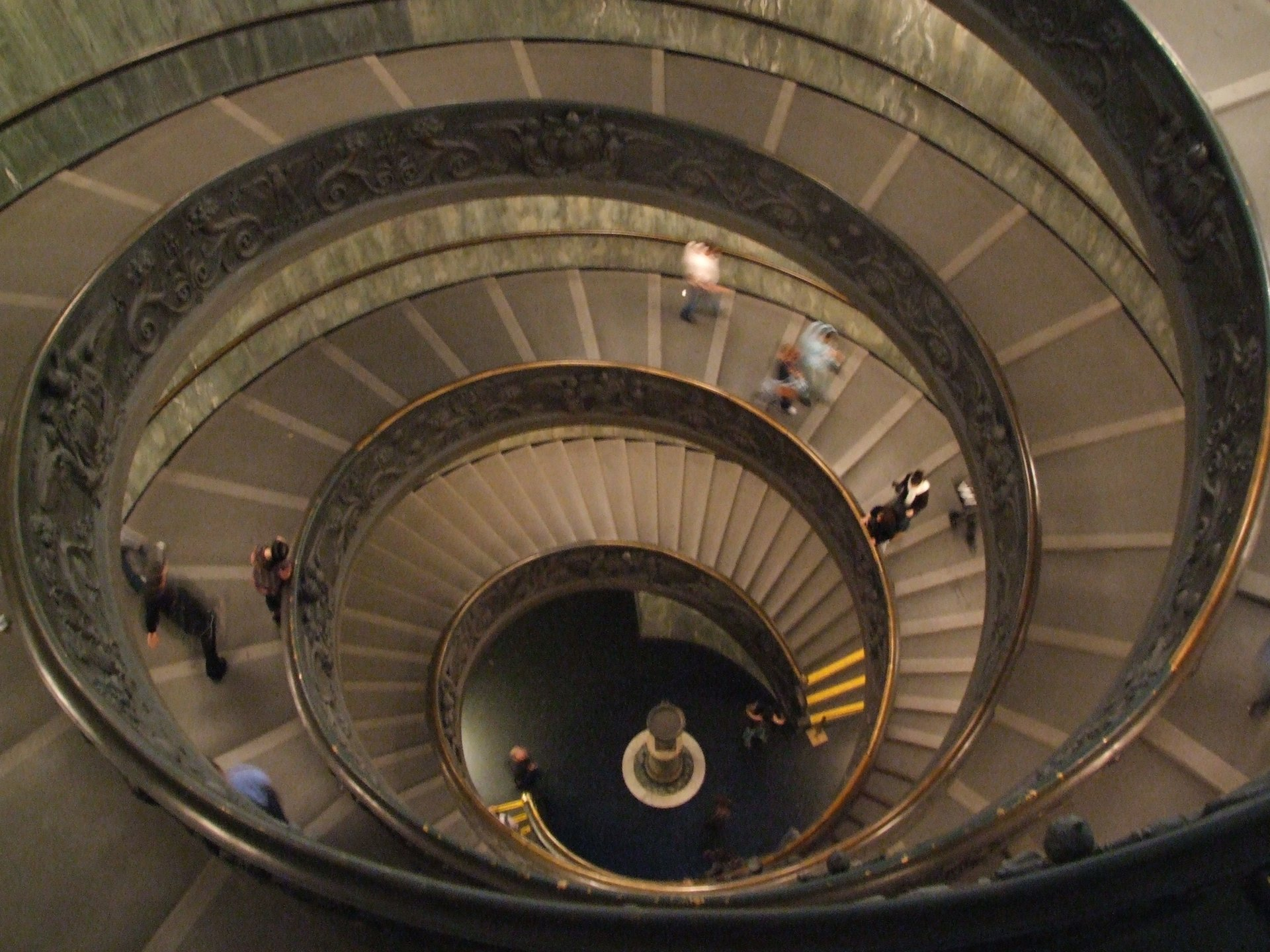
Escala de cargol de Giuseppe Momo

A l'antiga vil·la d'Innocenci VIII es va construir, com a accés a les plantes superiors des d'un extrem del jardí de Belvedere, una rampa helicoidal dissenyada per Donato Bramante, que la va realitzar a l'època de Juli II (cap al 1505), amb un punt de fuga únic a la part superior entre les columnes successivament dòriques, jòniques i corínties, amb una forma cilíndrica buida, que van perdent gruix i acceleren la sensació d'accés.
Una nova escala de cargol, dissenyada el 1932 per l'italià Giuseppe Momo, és només utilitzada com a rampa de baixada; la balustrada és d'Antonio Maraini.

## Biblioteca Vaticana

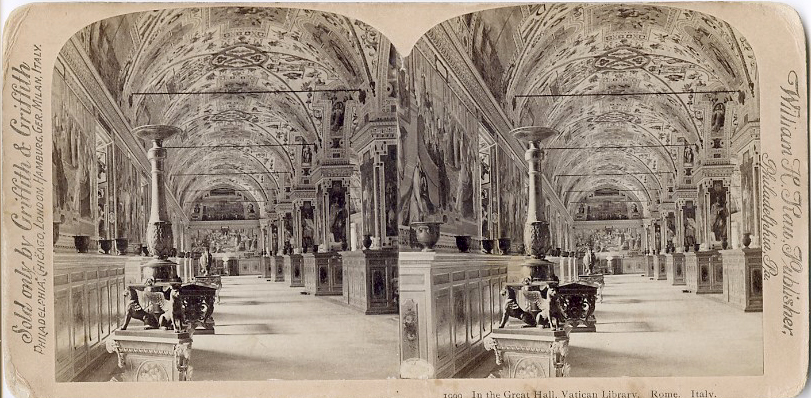
Fotografia estereoscòpica de la Biblioteca Vaticana realitzada per William Herman Rau (1855-1920)

Va ser fundada pel Papa Nicolau V (1447-1455), gran amant de l'art, amb estudis de teologia i art realitzats a Bolonya. Aquest papa va iniciar una gran etapa de renovació.
Per la Biblioteca Vaticana va comprar un gran nombre de manuscrits que es van afegir als que ja s'havien reunit anteriorment; en va encarregar l'organització a Bartolomeo Platina, qui va elaborar-ne el primer catàleg el 1481. El papa Sixt V, el 1587, va encarregar a l'arquitecte Domenico Fontana la construcció d'un nou edifici.
La biblioteca custodia uns 75.000 manuscrits i més d'1.100.000 llibres, dels quals 8.000 són incunables.
Obres importants:

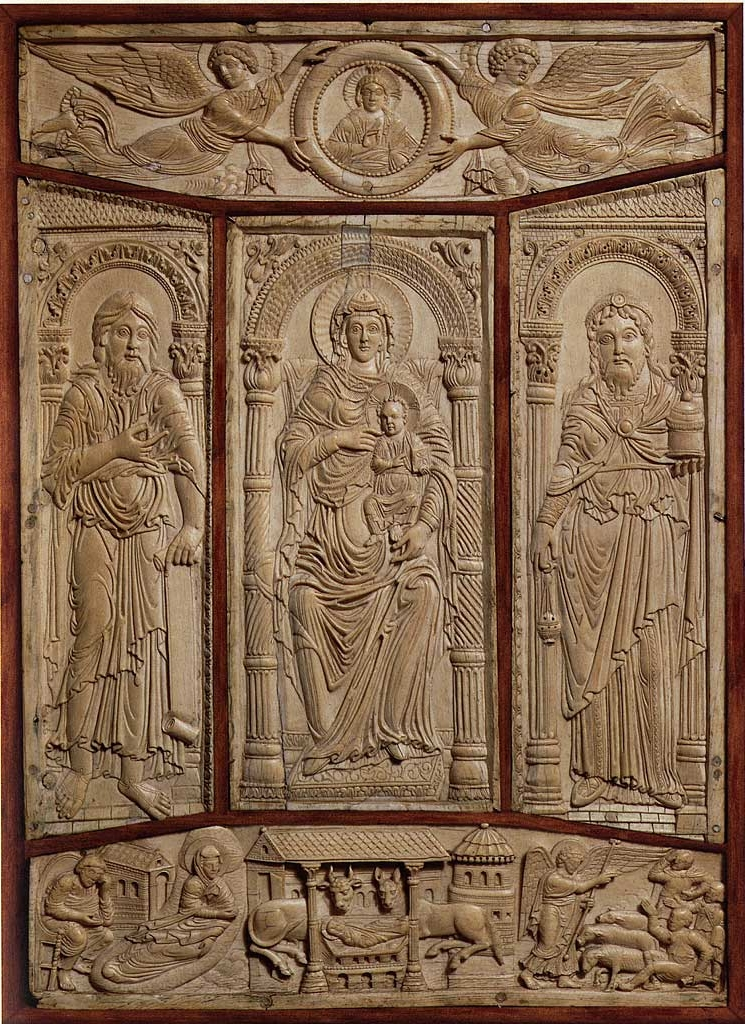
Coberta d'ivori del Codex Aureus de Lorsch

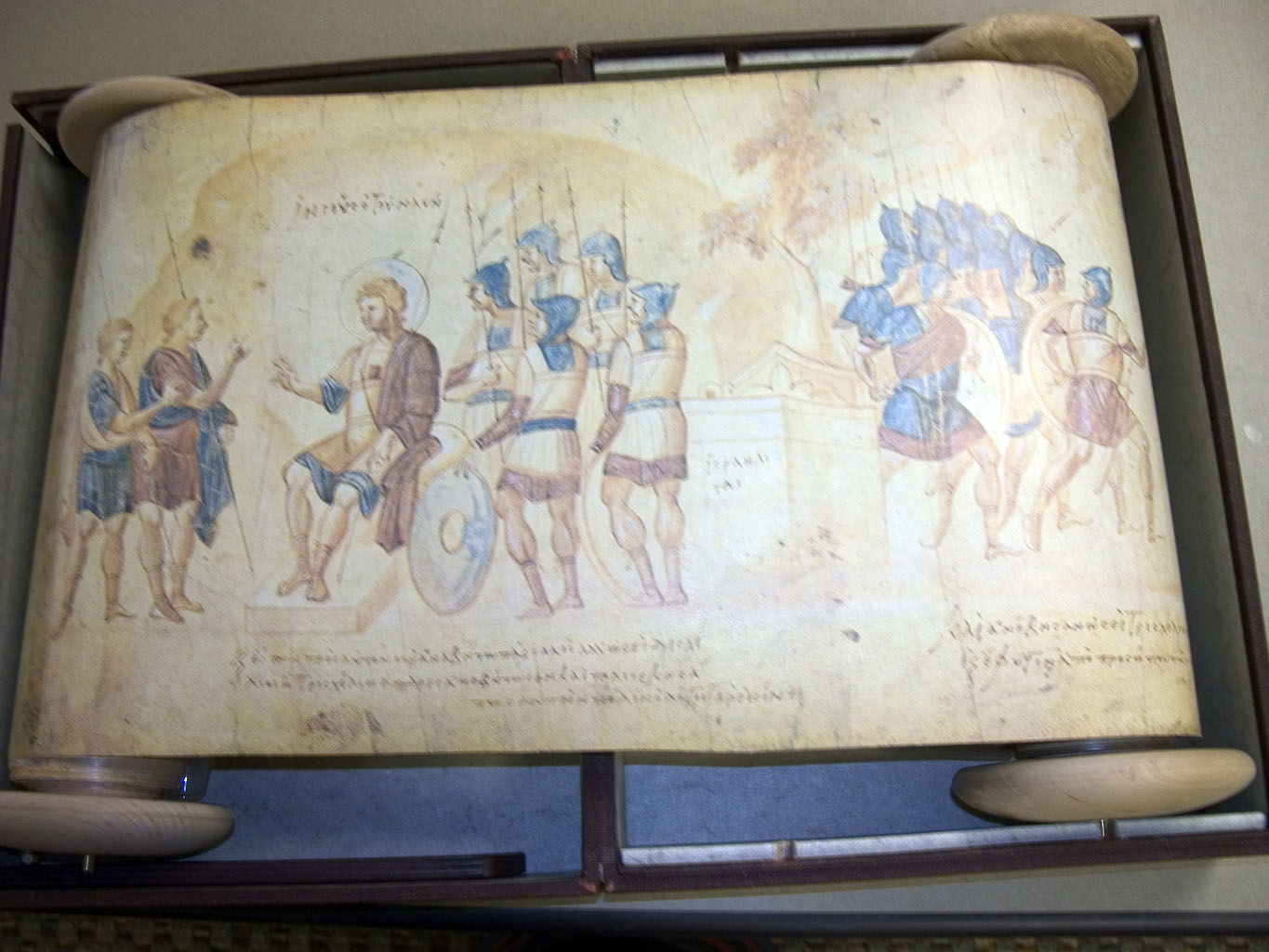
El Rotlle de Josuè, un exemplar manuscrit probablement del, exposat al Saló Sixtí

- Codex Vaticanus, un dels manuscrits més antics de la Bíblia grega.
- Codex Aureus de Lorsch, evangeli miniat de l'època de Carlemany.
- Cancioneiro da Vaticana, un dels tres cançoners que recullen les cantigues de la poesia medieval galaicoportuguesa.
- La Historia Arcana de Procopi de Cesarea.[10]

S'hi ha incorporat l'anomenat Salone Sistino (o Saló Sixtí), dedicat principalment a exposar exemplars bibliogràfics com els còdexs de Virgili i el Rotlle de Josuè, entre d'altres.
La biblioteca roman tancada al públic des de l'any 2007 per obres de restauració, amb una durada prevista d'uns tres anys.

### Museu Sacre
Com era habitual antigament a les biblioteques, on a més a més de llibres s'hi conservaven altres objectes de col·lecció, en aquest Museu Sacre s'hi exposen obres d'art menor medieval, com el Díptic de Rambona del segle ix. Aquest museu fou un projecte del papa Benet XIV (1740-1758), segons diu una inscripció que es pot llegir a l'entrada: 
| «           | Per acréixer l'esplendor de l'Urbs i testimoniar la veritat de la religió mitjançant els monuments sagrats dels cristians. | » |
| — Benet XIV | |   |

### Museu Profà
Benet XIV va disposar una nova sala per la col·lecció d'art profà, amb l'objectiu de reunir-hi les obres menors de l'Antiguitat, tal com havia fet amb les d'art sacre. La col·lecció consta d'importants pintures romanes del segle i, com les anomenades Noces aldobrandines, còpia romana de principis de l'Imperi d'un original grec d'Etió, i frescos amb relats de L'Odissea.

### Gabinet de Medalles
Com les anteriors, aquesta col·lecció procedeix de la Biblioteca Vaticana i conté més de 100.000 peces, dividides entre les monedes romanes i les pontifícies, i és una de les més extenses que es coneixen dins la seva especialitat.

## Museu Pius-Clementí

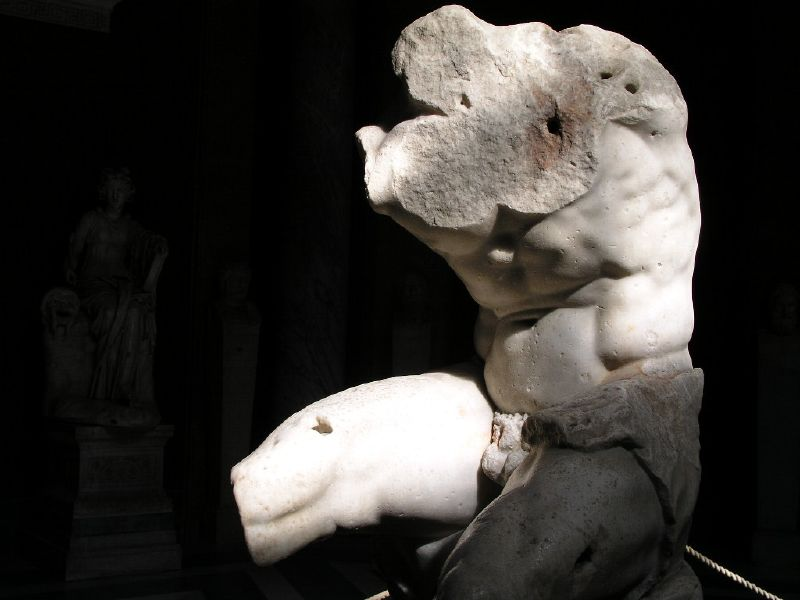
Tors del Belvedere, peça neoàtica; a la inscripció del pedestal es llegeix: «Fet per Apol·loni, fill de Nèstor, atenès»

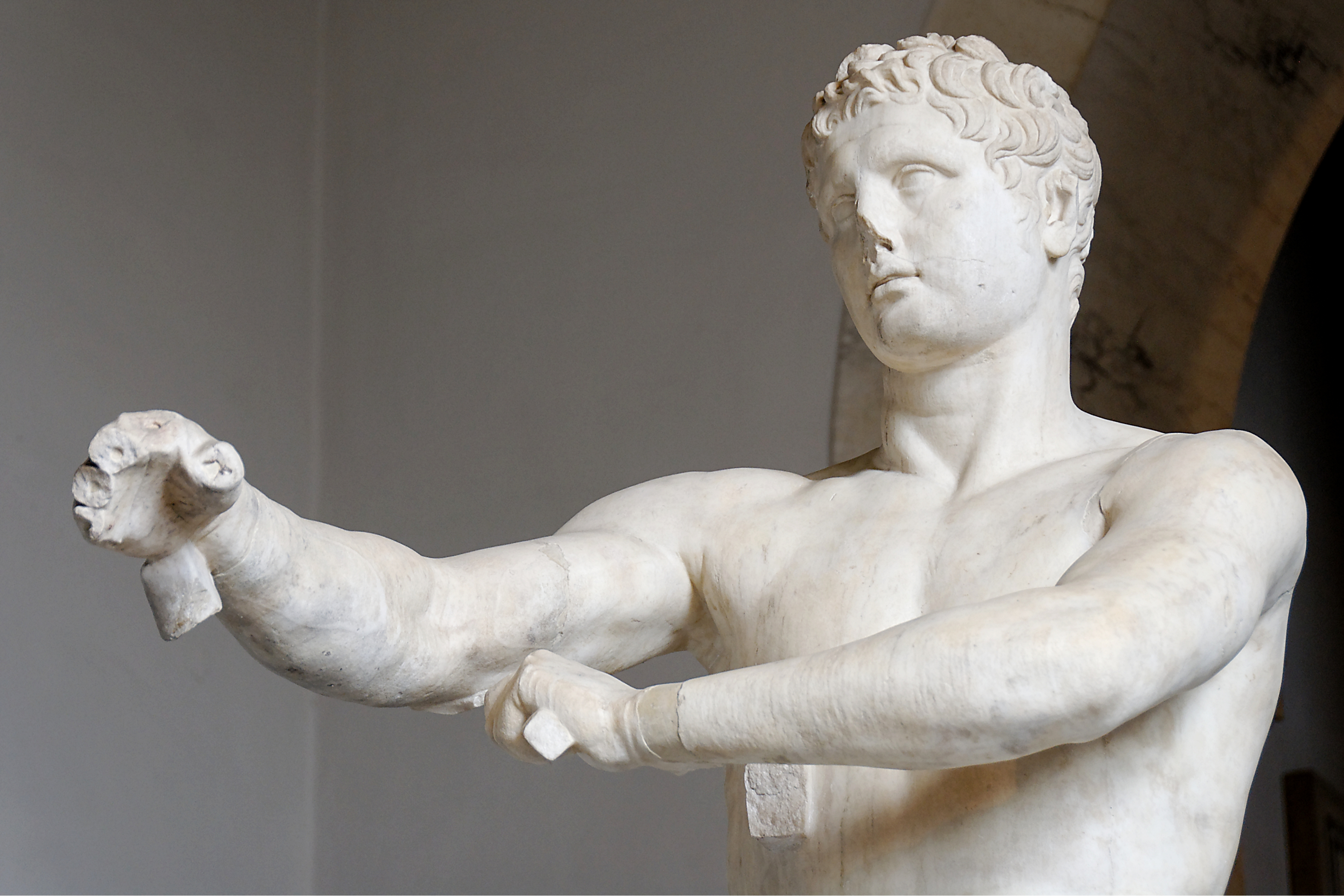
Detall de lApoxiòmenos, còpia romana de l'original grec de l'escultor Lisip

Fundat pels papes Climent XIV (1769-1774) i Pius VI (1775-1799), va ser realitzat pels arquitectes Michelangelo Simonetti i, més tard, Camporesi. Pius VI es va encarregar de fer-hi construir una entrada, l'atri dels Quatre Cancells, des del qual s'accedia pujant per l'escala Simonetti fins a la sala en forma de creu grega, per on s'arribava a la Sala Rodona, després la Sala de les Muses, la Sala dels Animals i, finalment, l'antic Pati de les Estàtues del Belvedere, ara anomenat Pati Octagonal. El recorregut actualment «obligat» és en sentit contrari, des del Vestíbul Quadrat fins a la Sala I (la sala en forma de creu grega).
Va ser l'any 1797 quan les obres mestres del museu van ser dutes a París segons el Tractat de Tolentino. Aquestes haurien de tornar al museu entre les dates del 4 de gener i l'11 d'agost de 1816, segons l'ordre del Congrés de Viena, ja durant el papat de Pius VII.
Després de la mort de Pius VI, se li va donar el nom actual, perquè aquest papa havia augmentat considerablement el nombre d'obres d'art que contenia el museu.
Aquest museu mostra escultures romanes i gregues a les dotze sales de què disposa, així com al Pati Octagonal. L'origen de bona part de les escultures es deu a la col·lecció privada del papa Juli II, que fins al segle xviii es va mantenir als jardins del palau del Belvedere.
Obres destacades:
- Laocoont i els seus fills, còpia romana en marbre del segle i, realitzada per Agesandre, Polidor i Atenodor de Rodes, d'un original grec del segle ii aC.
- Apol·lo del Belvedere, còpia romana del segle ii d'un original grec del 330 aC aproximadament.
- Apoxiòmenos, còpia romana d'un original grec de l'escultor Lisip, del 320 aC aproximadament.
- Apol·lo Sauròktonos, còpia d'un original de Praxíteles de l'any 350 aC aproximadament.
- Tors del Belvedere, original del segle i aC de l'escultor atenès Apol·loni.
- Sarcòfag de santa Helena de Constantinoble, del segle iv.
- Sarcòfag de Constantina, filla de Constantí el Gran.

## Museu Chiaramonti
Pren el nom del seu fundador Barnaba Chiaramonti, el papa Pius VII (1800-1823), que li'n va encarregar a l'escultor Antonio Canova l'organització i la reforma. Està dividit en tres galeries:
- Galeria Chiaramonti, al corredor de Bramante, on s'exposen nombroses escultures i sarcòfags.
- Galeria Lapidària, que consta d'una col·lecció de més de tres mil peces, amb gran varietat d'epígrafs.
- Galeria del Braccio Nuovo (o del Braç Nou), construïda per l'arquitecte italià Raffaele Stern el 1817, on s'exposen importants obres d'escultura antiga com: 
  - Atena Giustiniani, còpia romana del segle ii.
  - Dorífor, còpia romana del bronze grec de l'escultor Policlet del segle v aC.
  - August de Prima Porta, còpia en marbre de l'any 20 d'una d'anterior en bronze i or.

|  |  |  |

## Museu Gregorià Etrusc

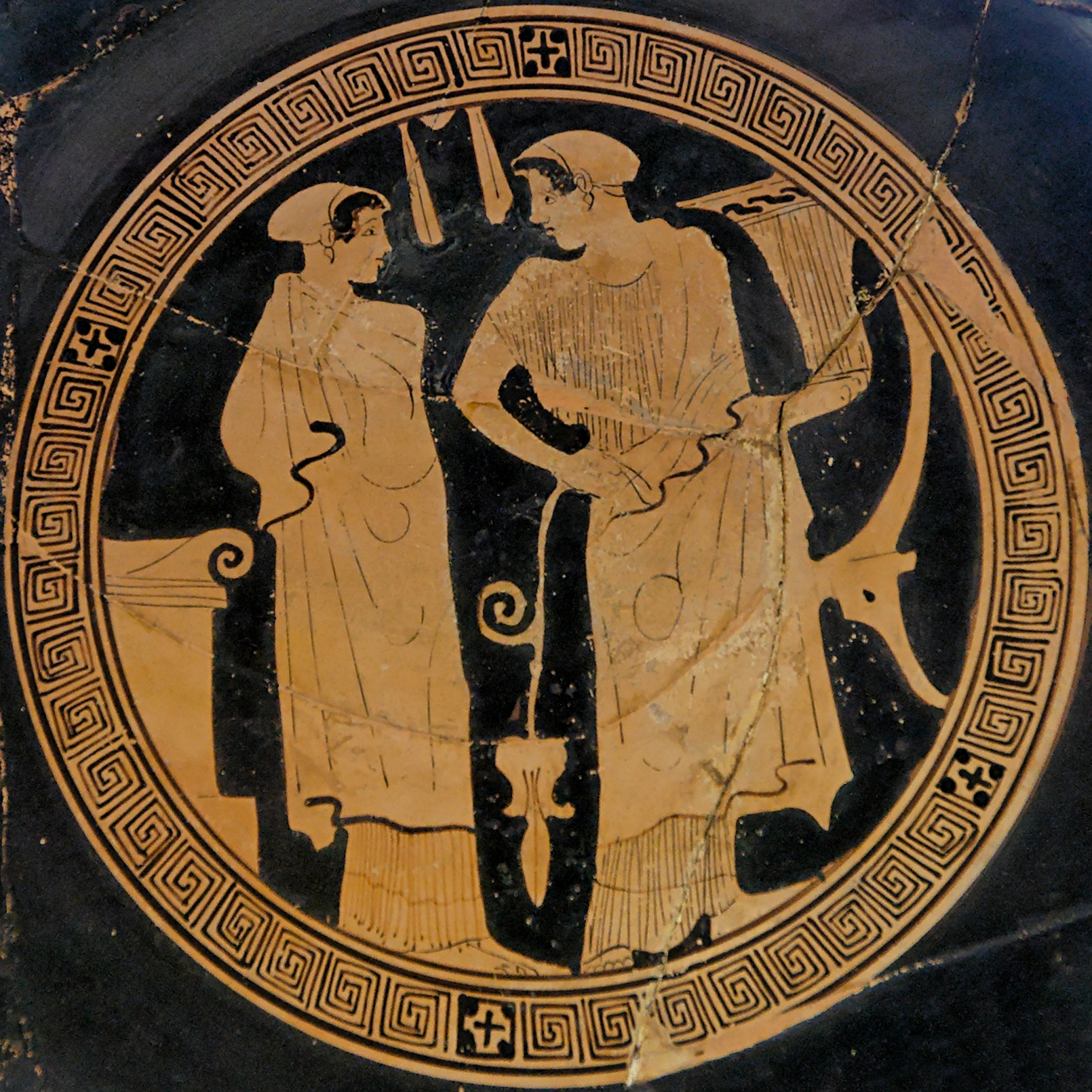
Dones a la vora d'un altar a l'interior d'un kílix amb figures vermelles atribuït al pintor de Comacchio cap al 450 aC

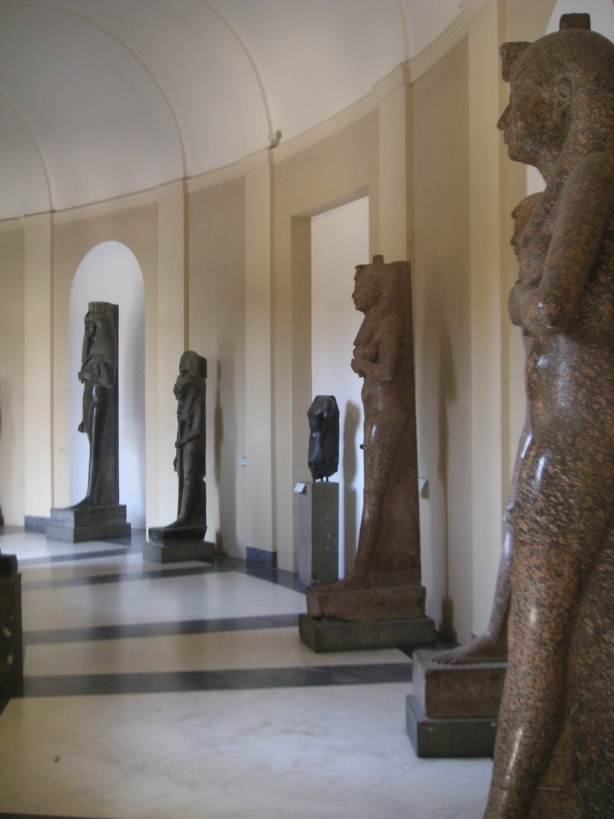
Escultures monumentals de divinitats i faraons egipcis (sala V)

Fundat l'any 1837 pel papa Gregori XVI (1831-1846), s'hi mostren peces etrusques, procedents de les excavacions realitzades a l'Etrúria meridional des del 1828 fins al 1870, any en què el territori dels Estats Pontificis es va haver de limitar al perímetre del Vaticà. La col·lecció ha anat augmentant per adquisicions i donacions, entre les quals hi ha les col·leccions de Falcioni el 1898, de Mario Astarita el 1967 i les de Guglielmi el 1935 i 1987.
Entre les seves nombroses peces de ceràmica i objectes de bronze, or i argent destaquen: 
- Pectoral d'or de la tomba Regolini Galassi, Cerveteri, a mitjan segle vii aC.
- Acroteri amb cavall alat de Cerveteri, segle v aC.
- Àmfora àtica de figures negres d'Exekias, datada entre 540 i 530 aC.
- Kílix atribuït al pintor de Comacchio, cap al 450 aC.
- Monument funerari amb Adonis agonitzant de Tuscània, segle iii aC.

En unes sales habilitades d'aquest museu hi ha l'Antiquarium Romanum, que mostra les troballes de l'època romana, amb l'exposició de retrats i escultures junt amb vasos de bronze i argent de la segona meitat del segle i.
Ocupa les estances del palauet d'Innocenci VIII (1484-1492) i un altre edifici annex de l'època de Pius IV (1559-1565), amb un total de 22 sales, algunes de les quals decorades amb frescs de Federico Barocci i Federico Zuccaro.

## Museu Gregorià Egipci
Fundat pel papa Gregori XVI l'any 1839, disposa de nou sales on es conserva una gran col·lecció de l'antic Egipte. Una gran part dels fons provenen de la Vil·la Adriana de Tívoli, uns altres procedeixen d'exploracions realitzades a Egipte i, la resta, de donacions principalment de la col·lecció de Carlo Grassi, que va ser cedida a Pius XII i que consisteix en bronzes egipcis dels segles X al IV aC, així com el famós Llibre dels morts.
El museu conserva unes col·leccions que comprenen esteles, papirs, inscripcions jeroglífiques, objectes de culte funeraris i escultures egípcies trobades a Roma i la seva rodalia. Una de les sales està dedicada a Alexandria i una altra a Palmira (Síria), i en total aplega objectes que van del segle iv aC al II dC.

## Museu Gregorià Profà
Fundat pel papa Gregori XVI l'any 1844 al Palau del Laterà, fou traspassat al Vaticà pel papa Joan XXIII i tornat a obrir al públic el 1970.
La major part de les obres que conté corresponen a excavacions efectuades als Estats Pontificis. Comprèn fragments d'escultures originals gregues dels segles V i IV aC; còpies romanes d'originals grecs del segle i al III; escultures romanes dels segles I, ii i iii, i una galeria amb sarcòfags ordenats per la temàtica, provinents de l'antic Museu Pius Cristià.
Exposa també, a la sala del Lapidari Hebreu, les troballes (dels segles I al III) de les catacumbes de Monteverde al costat del riu Tiber, descobertes el 1602, si bé no foren explorades a fons fins als anys 1904-1906.

## Museu Missioner Etnològic
Va ser fundat l'any 1927 pel papa Pius XI (1922-1939), i es va situar primerament al Palau del Laterà, al costat de la basílica de Sant Joan, fins al 1963, quan el papa Joan XXIII (1958-1963) el va traslladar al Vaticà.
Durant uns anys va romandre tancat al públic per obres de reforma i conservació. Ha estat reestructurat en quatre seccions i amb subdivisions dedicades a les pràctiques religioses de cada estat d'Àsia, Oceania, Àfrica i Amèrica. Es xifra en unes 80.000 peces la col·lecció d'aquest museu. Moltes d'aquestes obres van ser cedides al papa en ocasió de l'Exposició Universal Missionera de l'Any Sant de 1925, i conté també importants llegats com el de la col·lecció de l'antic Museu Borgià de Propaganda Fide o els retrats en guix d'amerindis realitzats per l'escultor alemany Ferdinand Pettrich (1798-1872).

## Pinacoteca Vaticana
Després de la invasió de Roma per les tropes de Napoleó, un important nombre d'obres d'art van ser traslladades al Museu del Louvre de París, segons el Tractat de Tolentino. El 1815 es va establir una clàusula en el Congrés de Viena en què es va acordar la tornada d'aquestes obres, amb l'exigència al papa Pius VII (1800-1823) d'exposar-les públicament, ja que durant el segle xviii només se n'havien organitzat exposicions puntuals.
Les obres, una vegada recuperades, van ser exposades primer als Apartaments Borja, però a causa de les males condicions en què es trobaven es va procedir a traslladar-les novament. Pius X (1903-1914) va fer condicionar els estables del Belvedere, que també van resultar poc adequats per les condicions tèrmiques desfavorables; això i l'augment constant del nombre d'obres per exposar va fer que el papa Pius XI (1922-1939) encarregués la construcció d'un nou edifici a l'arquitecte milanès Luca Beltrami el 1932.
Són prop de cinc-centes les obres que s'exhibeixen a la Pinacoteca Vaticana. Les pintures estan exposades en divuit sales, ordenades cronològicament del segle xii fins a la fi del xix, amb una representació de les millors escoles italianes: la sienesa (Perugino), la florentina (Giotto, Leonardo da Vinci), la veneciana (Giovanni Bellini, Ticià) i la bolonyesa (Guido Reni).

### Obres representatives
| Quadre                             | Títol i mida                                                               | Autor i data              | Descripció |
| ---------------------------------- | -------------------------------------------------------------------------- | ------------------------- | --- |
| Tríptic Stefaneschi                | Tríptic Stefaneschi oli sobre fusta 223 x 255 cm                           | Giotto 1320               | Encarregat pel cardenal Stefaneschi per l'altar major de la basílica de sant Pere del Vaticà, està pintat dintre d'una estructura gòtica amb un fons daurat propi de l'art medieval, malgrat que el naturalisme de les figures ja l'acosta al Renaixement. A la taula central hi ha el Crist entronitzat, mentre que a la predel·la apareix la Verge amb els dotze apòstols. |
| Sant Nicolau salvant el vaixell    | Sant Nicolau salvant el vaixell oli sobre fusta 34 x 60 cm                 | Fra Angelico 1437         | Les Històries de sant Nicolau de Bari són una de les obres més importants de Fra Angelico, realitzada per encàrrec del bisbe Guidalotti per la capella de Sant Nicolau de l'església de Sant Domènec a Perusa, on es narren fets de la vida del sant. A la Pinacoteca Vaticana se'n conserven dues taules. |
| Els miracles de sant Vicenç Ferrer | Els miracles de sant Vicenç Ferrer (detall) tremp sobre fusta 300 x 215 cm | Ercole de Roberti 1473    | Detall de la part dreta, on es pot observar la influència miniaturista de l'últim gòtic. S'hi narren en diverses escenes els miracles de sant Vicenç Ferrer, santificat el 1455 i que es tenia gran veneració a Itàlia durant l'últim quart del Quattrocento, raó per la qual es va representar en moltes pintures. |
| Àngel tocant el llaüt              | Àngel tocant el llaüt fragment de fresc 93,5 x 117 cm                      | Melozzo da Forlì 1480     | Es tracta d'un fragment de la decoració per l'absis de l'església dels Sants Apòstols de Roma; se n'exposen altres fragments amb diferents àngels. Aquest àngel fa palès el magnífic dibuix de la perspectiva, en un acusat escorç. Mostra un traç pur de la cara, retallat sobre els cabells. El fons és blau i la resta de la gamma de colors recorda el seu mestre Piero della Francesca. |
| Sant Jeroni                        | Sant Jeroni oli sobre fusta 103 x 74 cm                                    | Leonardo da Vinci 1482    | Obra inacabada de Leonardo, realitzada a Florència. La representació de sant Jeroni entre roques fa créixer el misteri de l'escena; el dramatisme es provoca per l'anatomia del cos i l'expressió de la cara del sant. El lleó que s'aprecia insinuat en primer terme a la part dreta representa un dels atributs de sant Jeroni. Es conta que el cardenal Fesch va trobar la pintura en dues parts, una de les quals servia com a fons d'un cofre i l'altra es feia servir com la part superior del tamboret d'un sabater. |
| Santa Flàvia                       | Santa Flàvia tremp sobre fusta                                             | el Perugino 1496-1499     | La taula de santa Flàvia, junt amb les dedicades a sant Benet i a sant Plàcid, és una part de les tres que formaven la predel·la per l'altar major de l'església de Sant Pere de Perusa: El rostre de la santa, tractat amb un cert idealisme i amb la mirada dirigida cap al cel, sembla demanar clemència davant el seu pròxim martiri. Aquest tipus de faccions va influir en gran manera en Rafael, que va treballar d'aprenent amb el Perugino.                                                                        |
| Transfiguració                     | Transfiguració tremp sobre fusta 410 x 279 cm                              | Rafael 1516-1520          | Rafael divideix aquesta obra en dues parts: la superior és la celestial, amb la presència del Crist envoltat per una gran llum, al costat dels apòstols flotant dalt del cel; la part inferior és la terrenal, amb un nen a la part dreta, representat com a posseït pel dimoni, amb una mirada d'horror al rostre. Sobresurt la figura de la dona agenollada, que sembla més una escultura clàssica que no un ésser humà.                                                                                                  |
| Davallament de la Creu             | Davallament de la creu oli sobre tela 300 x 203 cm                         | Caravaggio 1602-1604      | Pintat durant la maduresa de l'artista per una capella de Santa Maria in Vallicella a Roma, es mostra el desconsol dels personatges davant la mort del Crist. El rostre de Maria, junt amb els seus braços aixecats cap al cel, potencia el dramatisme del moment. |
| Crucifixió de sant Pere            | Crucifixió de sant Pere oli sobre fusta 305 x 171 cm                       | Guido Reni 1604-1605      | Aquesta pintura s'inspira en una altra del mateix tema realitzada per Caravaggio. Les cames de sant Pere, lívides per la poca irrigació sanguínia, són el punt central de la pintura. El joc dels colors blanc i vermell dona vigor a l'ambient trist. Un altre punt de composició és l'angle recte que formen els braços de sant Pere. |
| Martiri de Sant Erasme             | Martiri de sant Erasme oli sobre tela 320 x 186 cm                         | Nicolas Poussin 1628-1629 | Aquest pintor francès és un important representant del classicisme francès. La composició de la pintura es basa en línies diagonals que convergeixen en la figura que representa sant Erasme en el seu cruel martiri: li treuen el budell del cos, encara en vida, i l'enrotllen en un torn. La llum ressalta l'escena, tractada amb un aire clàssic i en gran contrast amb el color de les vestidures sota el cos del sant.                                                                                                |

### Col·lecció d'Art Religiós Modern

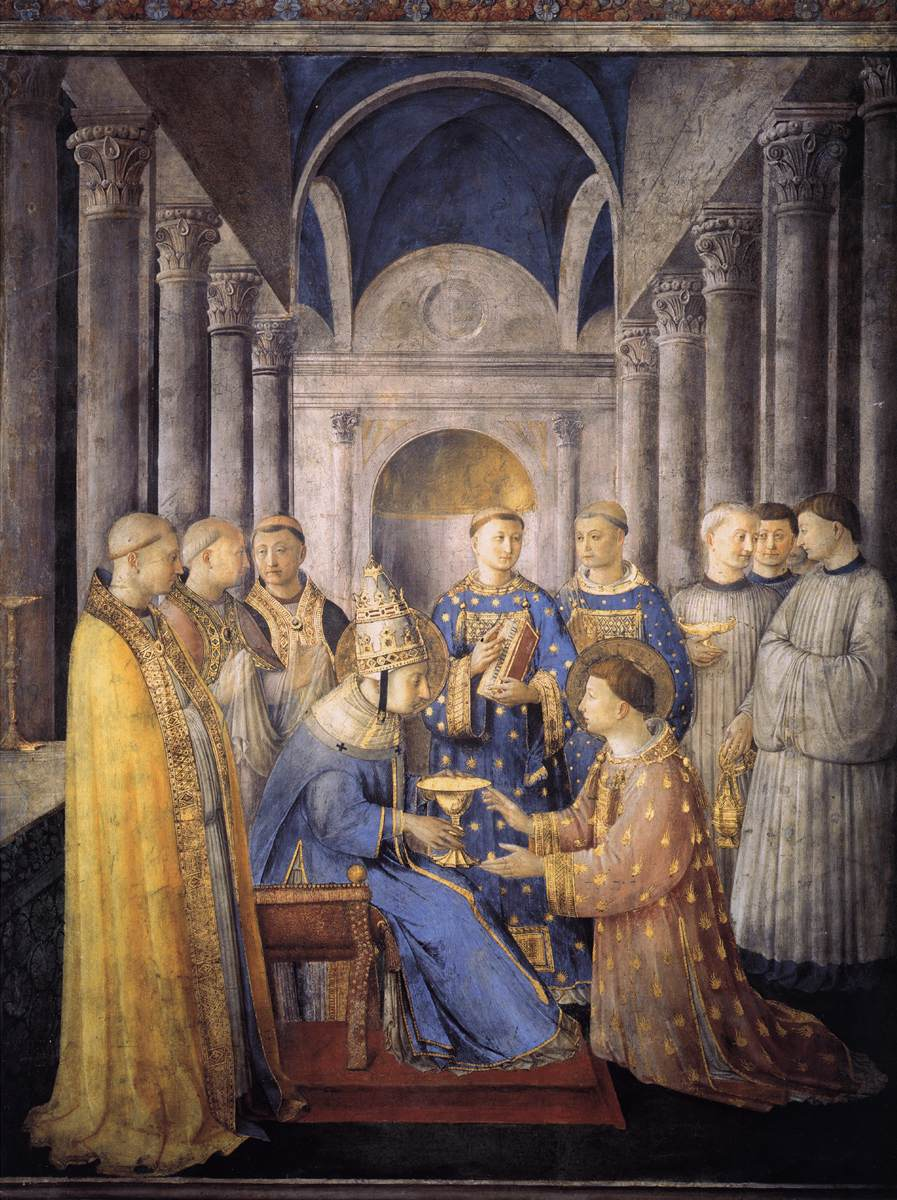
Consagració de sant Llorenç com a diaca, fresc de la Capella Nicolina

Detall de la Resurrecció del Pinturicchio amb el retrat del papa Alexandre VI

La col·lecció, inaugurada per Pau VI (1963-1978) l'any 1973, es va aplegar sota els criteris de renovació del Concili Vaticà II i està composta per 800 peces distribuïdes en 55 sales. Representen els moviments artístics del segle xx i els fons provenen de donacions realitzades per col·leccionistes o pels mateixos artistes.
Entre els artistes exposats hi ha, entre d'altres, Auguste Rodin, Vincent van Gogh, Paul Gauguin, Maurice Denis, Odilon Redon, Vassili Kandinski, Marc Chagall, Paul Klee, Ernst Barlach, Max Beckmann, Otto Dix, Maurice Utrillo, Giorgio de Chirico, Giorgio Morandi, Georges Rouault, Oskar Kokoschka Bernard Buffet, Renato Guttuso, Giacomo Balla, Francis Bacon, Giacomo Manzù, Eduardo Chillida, Salvador Dalí i Pablo Picasso.

## Capella Nicolina
Construïda sota el pontificat del Papa Nicolau V (1455-1558) al segon pis del palau papal, se'n va encarregar la decoració pictòrica a Fra Angelico, qui la va realitzar entre els anys 1447 i 1451. El pintor hi va representar al fresc la vida dels sants Esteve i Llorenç; les divisions les va fer mitjançant la simulació d'elements arquitectònics netament classicistes, amb arcs de mig punt i colors pastels i amb els teixits de les robes ricament treballats. A més, també hi va pintar vuit pares de l'Església (grega i romana), i els evangelistes.
Fra Angelico va pintar les diverses escenes de la vida de sant Esteve al registre superior, i a l'inferior la vida de sant Llorenç, un diaca natural d'Osca que va ser nomenat tresorer papal al segle iii i que, en negar-se a lliurar els tresors de l'església als romans, va ser martiritzat. El pintor en fa una narració de gran naturalisme, que emmarca l'obra plenament en el Renaixement.

## Apartaments Borja
Fou Roderic de Borja, quan fou nomenat papa amb el nom d'Alexandre VI (1492-1503), qui va encarregar al Pinturicchio, deixeble del Perugino, la decoració de les seves estances, compostes per sis sales. Per cadascuna en va escollir un tema diferent:
- Sala de la Sibil·la: temes d'apòstols i profetes.
- Sala del Credo: igual que l'anterior, amb temes sobre apòstols i profetes.
- Sala de les Arts Liberals: al·legories de la Retòrica, la Música, la Gramàtica, l'Astrologia, la Dialèctica i l'Aritmètica.
- Sala dels Sants: la disputa de santa Caterina, sant Antoni i sant Pau, la Visitació, el martiri de sant Sebastià, santa Bàrbara, santa Susanna i els vells, i la Mare de Déu i l'Infant.
- Sala dels Misteris: l'Anunciació, la Nativitat, l'Ascensió, la Pentecosta, l'Assumpció i la Resurrecció.
- Sala dels Pontífexs: temes astrològics.

El sostre està decorat amb motllures i daurats i amb un gran emblema pontifici amb l'escut dels Borja.
A la mort d'Alexandre VI les sales van ser tancades, fins que el 1897, durant el pontificat de Lleó XIII, es van restaurar i van ser obertes al públic.

## Estances de Rafael

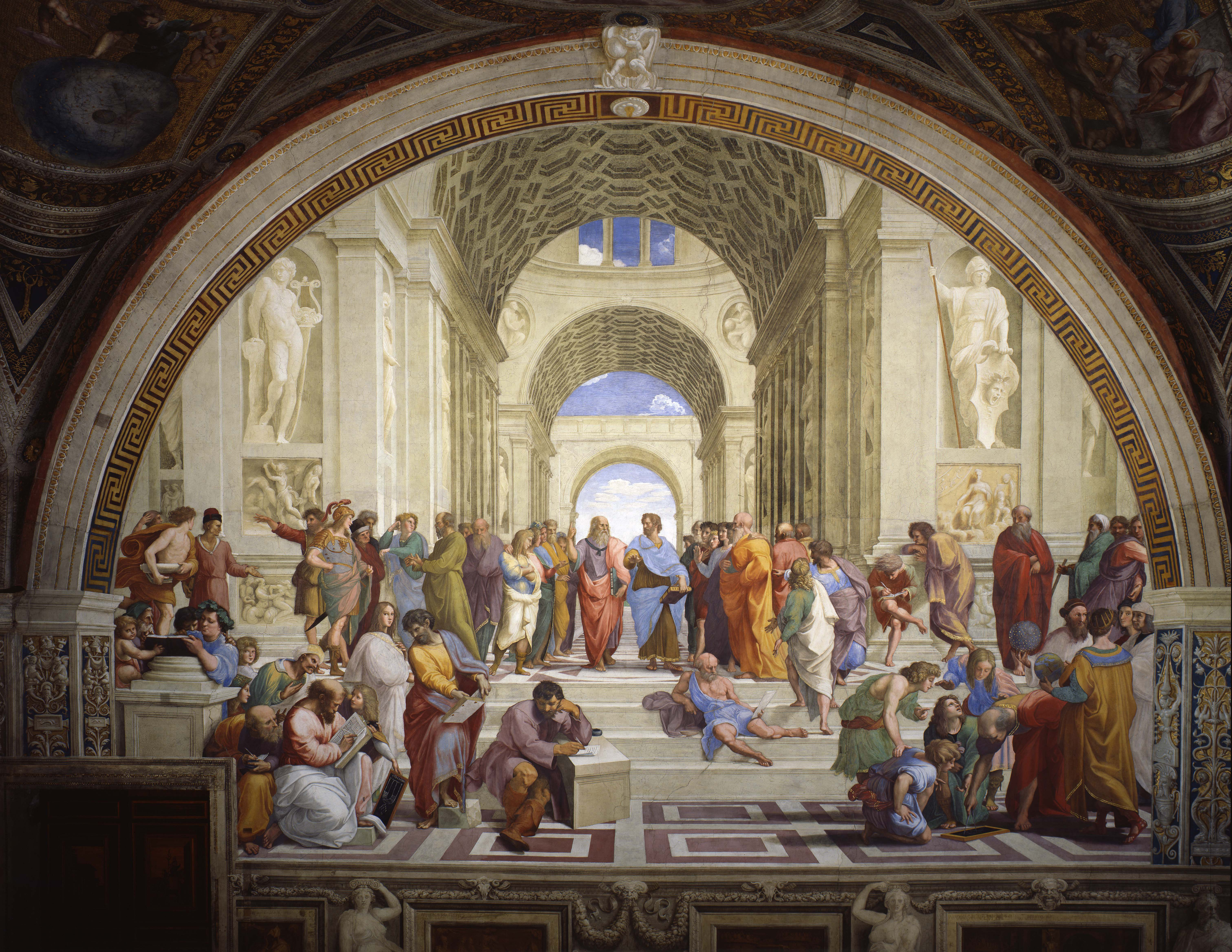
L'escola d'Atenes

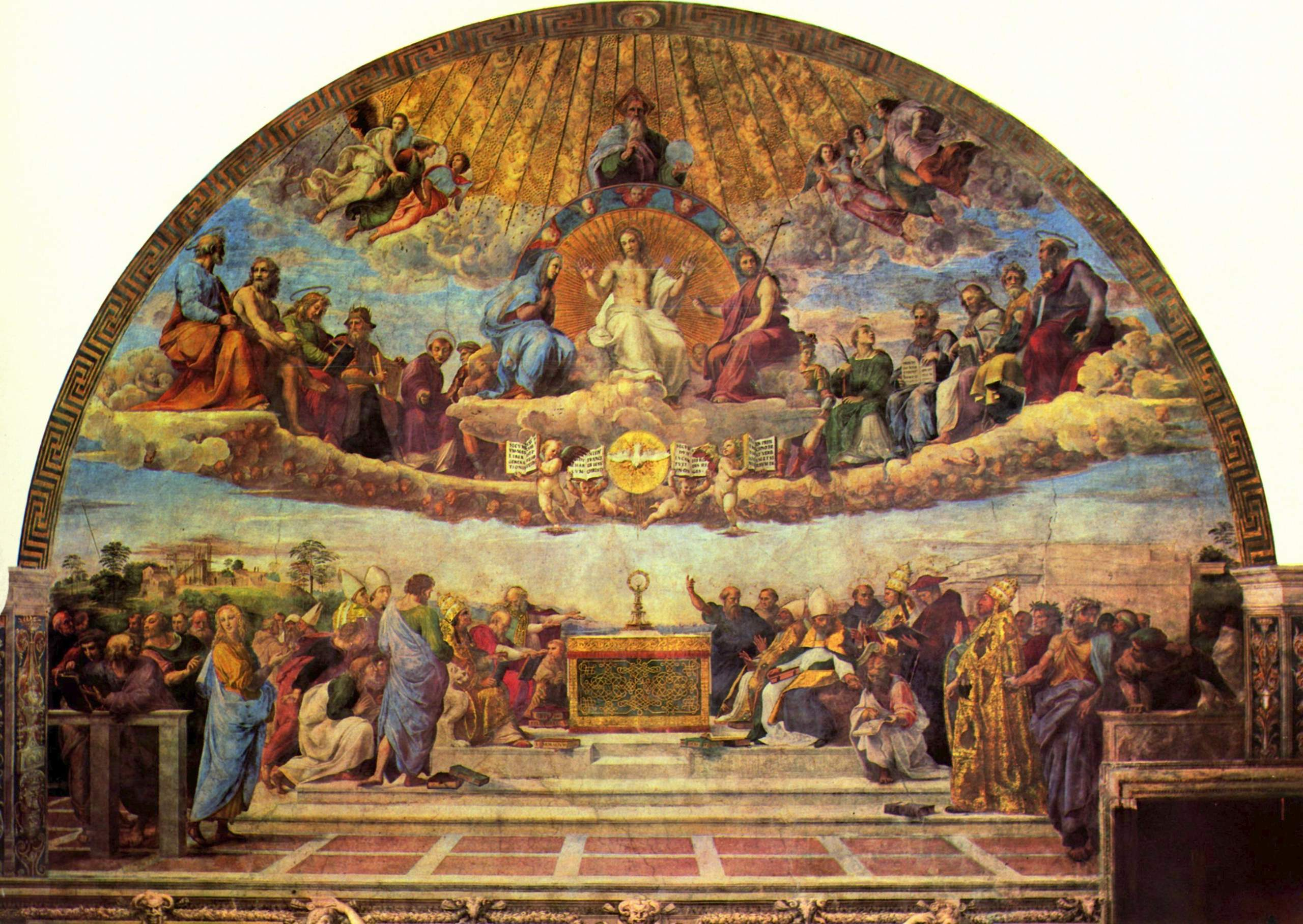
La disputa del Sagrament

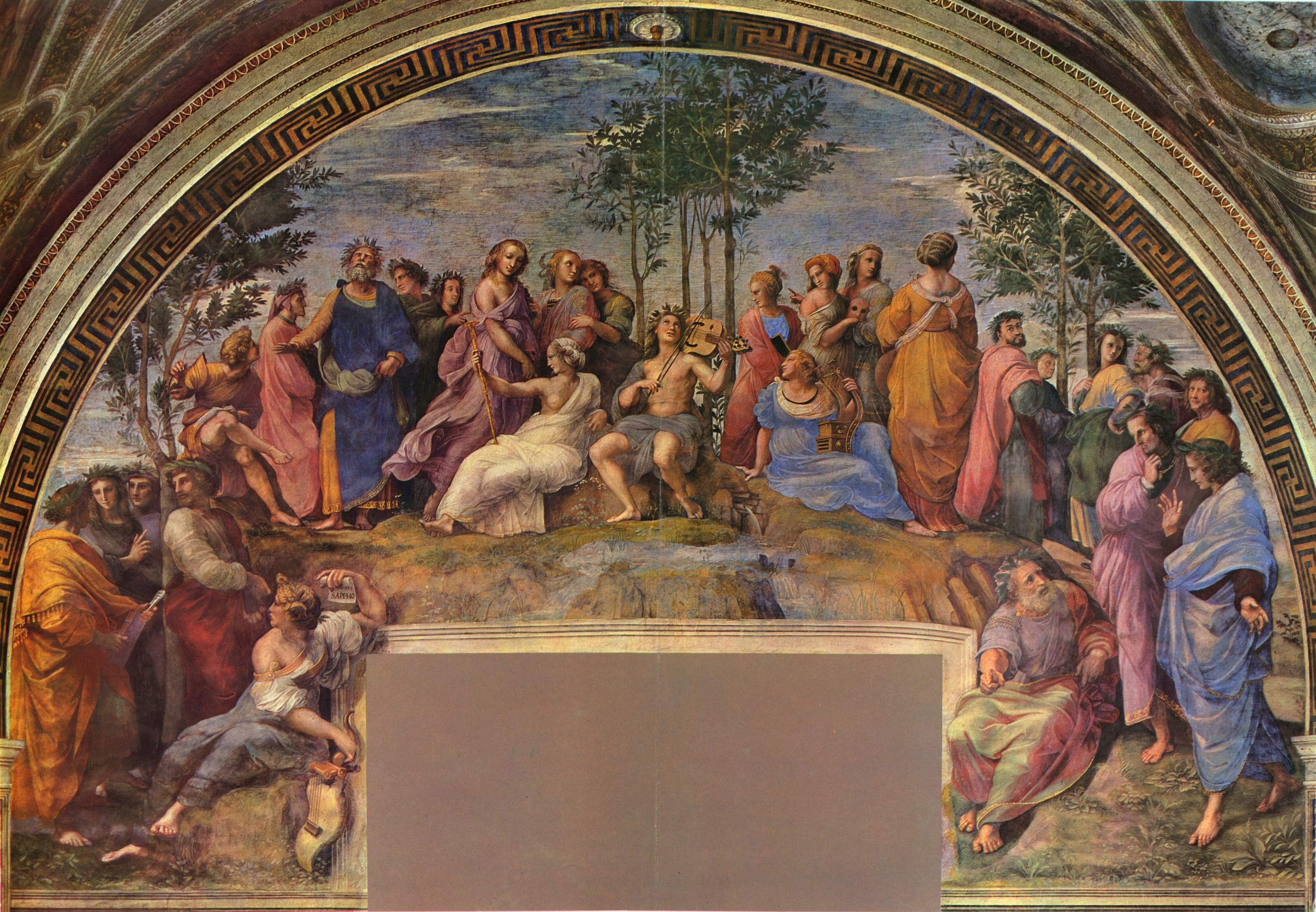
El Parnàs

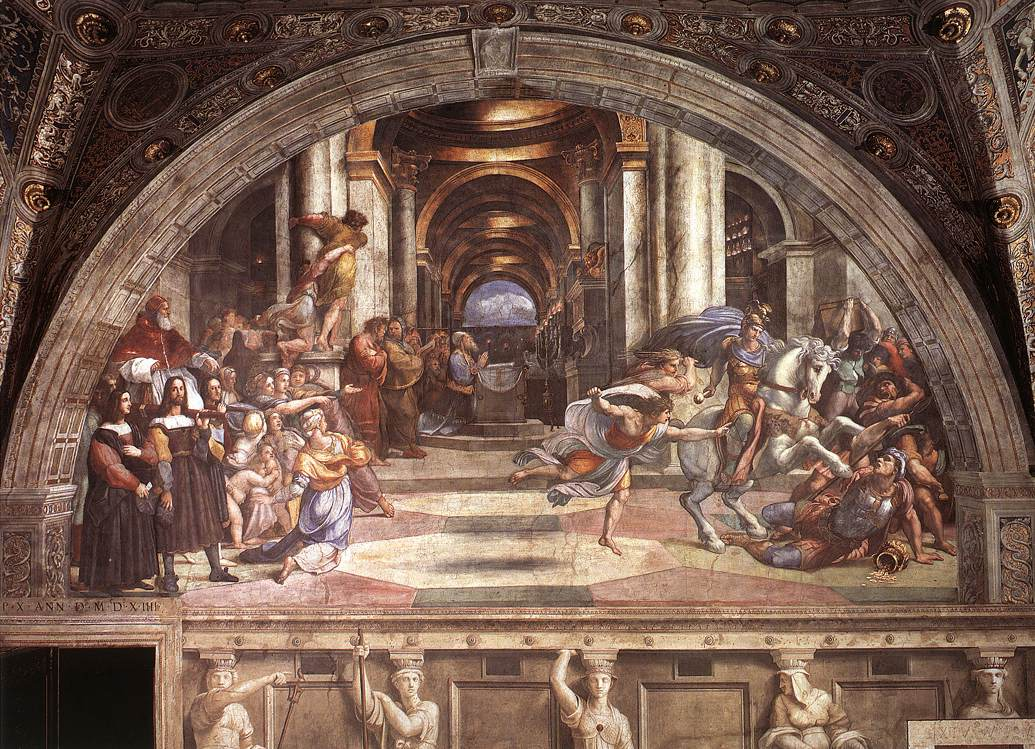
L'expulsió d'Heliodor del temple

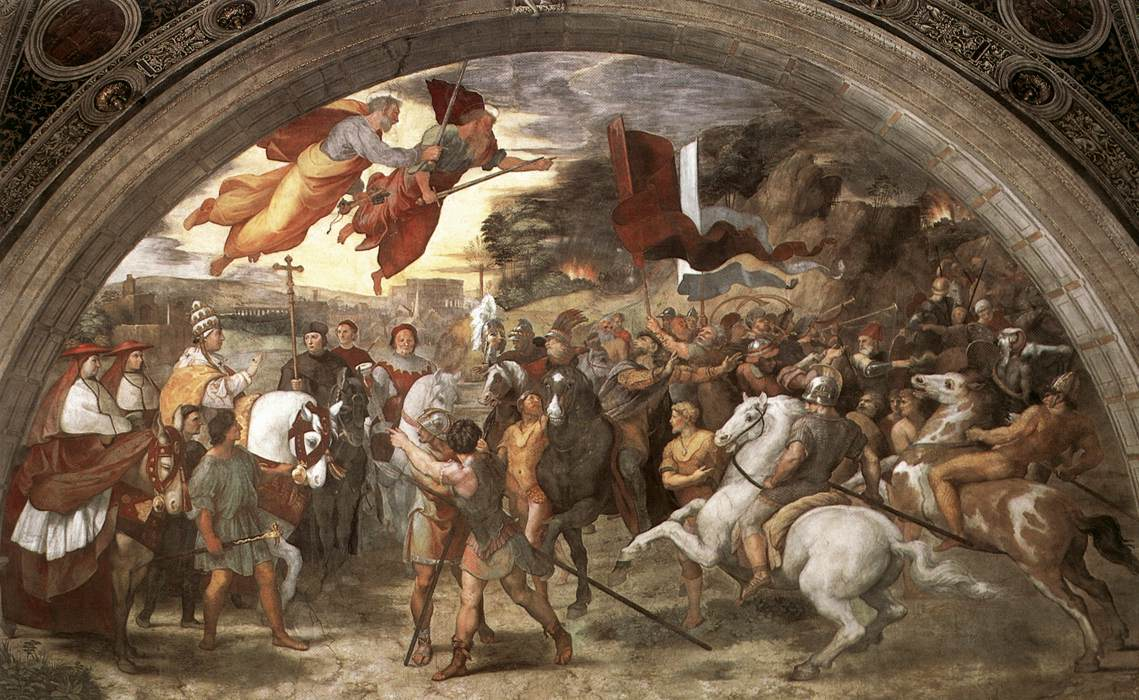
Trobada del papa Lleó Magne amb Àtila

Es tracta de quatre estances que va triar el papa Juli II com a habitatge privat, per no ocupar les anteriors dels seus predecessors. Se'n va encarregar la decoració pictòrica a Rafael, que hi fou ajudat pels seus deixebles, entre altres Giulio Romano, Giovanni da Udine i Perino del Vaga. Hi van començar a treballar el 1508, fins al 1524. Quan va morir Juli II el 1513, el següent papa, Lleó X (1513-1521), va seguir amb l'encàrrec perquè Rafael continués amb les dues sales que li faltaven; després de la mort del pintor el 1520, van acabar els frescos de l'última sala els seus ajudants.

### Estança de la Signatura
És una sala de planta rectangular, de 10 x 8 metres, coberta totalment per pintura al fresc, amb una iconografia proposada per Juli II mateix, amb el tema central de la Veritat, del Bé i de la Bellesa.
- L'escola d'Atenes. Datada el 1510 i amb una base de 770 cm, està situada davant per davant de La disputa del Sagrament i té un format similar. El centre de la composició està configurat per la presència de Plató i Aristòtil, a l'interior d'un gran edifici amb voltes de canó inspirades en una arquitectura romana tardana. Representa la recerca de la Veritat. Molts experts la consideren l'obra mestra de Rafael; amb un gran rigor compositiu, és expressió de l'ordre del pensament humà.[31]
- Les virtuts cardinals. Datada el 1511, té una amplària de 660 cm i representa les virtuts de la Fortalesa, la Prudència i la Temprança. La Fortalesa agafa el tronc d'un arbre, en clara al·lusió al papa Juli II, que pertanyia a la família Della Rovere (literalment, en italià 'Del Roure'). La Prudència és al centre de la composició i té a la seva dreta la Temprança.[32]
- La disputa del Sagrament. De 1509, fa 770 cm d'ample i representa el triomf de la fe cristiana. A la part superior, la zona celestial, amb el dogma de l'eucaristia a través de la representació de la Trinitat, amb Jesús al centre entre Maria i sant Joan Baptista, i tot plegat envoltat pels apòstols i els sants; al registre inferior s'observa l'àmbit terrenal, al centre del qual hi ha un altar amb una custòdia que guarda el Sant Sagrament i, a banda i banda, els teòlegs i Doctors de l'església debatent la transsubstanciació.[33]
- El Parnàs. La representació del Parnàs, o turó de les Muses, va ser realitzada entre 1510 i 1511, amb una base d'amplària de 650 cm. S'hi exalta la poesia, amb la imatge central d'Apol·lo tocant la lira i envoltat per les nou muses i amb personatges com Homer, el Dant i Virgili. La composició està ben equilibrada, tant pel nombre de figures com per la combinació de colors.[34]
- La volta. Datada entre 1509 i 1511, cada medalló fa 180 cm de diàmetre. La decoració va ser realitzada pels pintors ajudants i els medallons per Rafael mateix, que presenten les al·legories de la Filosofia, la Teologia, la Poesia i, finalment, la Justícia. Als angles de la volta hi ha pintats quatre compartiments amb les representacions d'Adam i Eva; el judici de Salomó; l'astronomia, i Apol·lo i Màrsies.[35]

### Estança d'Heliodor
En aquesta estança s'havia de confirmar l'autoritat del papat i els interessos de Juli II, que en aquest moment afrontava el Concili cismàtic de Pisa. Rafael en va començar els frescos el 1511 i els va finalitzar el 1514. A les parets hi ha narrats quatre episodis diversos i a la volta quatre més de bíblics, sobre la protecció de Déu al poble escollit. Recorre tota la sala un fris decorat amb dotze cariàtides en color monocrom.
- L'expulsió d'Heliodor del temple. Realitzat amb la tècnica de la pintura al fresc durant els anys 1511 i 1512, té una amplària de base de 750 cm. La història està representada a l'interior d'un edifici clàssic amb voltes de canó, i narra el miracle que va realitzar Déu, enviant un genet a cavall que, juntament amb dos joves més, assoten Heliodor (tresorer de Seleuc IV Filopàtor), com a càstig per haver intentat apoderar-se del tresor del Temple de Jerusalem.[36] En primer terme a la part esquerra de la pintura, Rafael hi va representar Juli II; és l'única part que es va fer amb un esquema estàtic. La resta de la narració pictòrica té una tipologia dramàtica, amb un gran moviment de tots els seus personatges.[37]
- Trobada del papa Lleó Magne amb Àtila. Aquest fresc fa referència a la trobada entre el papa Lleó I i Àtila, ocorregut l'any 452 a la vora del riu Mincio, prop de Màntua. S'hi mostra el papa amb gran dignitat i el seu cavall blanc serè, mentre el d'Àtila està nerviós i a punt de llençar a terra el seu genet. S'hi aprecien les figures armades amb espases de sant Pere i sant Pau. Aquesta pintura és una clara al·lusió a les lluites de Juli II contra les invasions franceses.[38]
- La missa de Bolsena. El miracle representat va tenir lloc a Bolsena l'any 1263, durant el papat d'Urbà IV; es diu que la sang va brollar de l'hòstia consagrada, durant la celebració d'una missa per part d'un capellà que dubtava de la transsubstanciació. En aquest fresc, Juli II hi està retratat davant de l'altar orant. Darrere del papa hi ha quatre personatges que van agradar especialment a Giorgio Vasari, que va dir de Rafael: «Té qualitats admirables per al retrat». Cal ressaltar el contrast que ofereix un costat amb les vestidures vermelles i la banda contrària amb les vestidures blanques dels altres personatges.[39]
- L'alliberament de sant Pere. Representa el tema miraculós inspirat en els Fets dels Apòstols[40] de l'alliberament del primer papa de la història de l'església, Pere. Es relata en tres episodis: a la part central, darrere de les reixes de la presó, ressalta l'àngel alliberador amb una gran resplendor al voltant. A la dreta, l'àngel acompanya Pere fora de la presó; segueix sent l'àngel la figura amb més visibilitat. La tercera secció es narra a la part esquerra, quan els soldats es desperten; hi són amb una tènue claror lunar i amb la llum d'una torxa que ressalta la lluentor de les armadures.[41]
- La volta. Està dividida en quatre parts de forma triangular, amb el vèrtex al voltant del centre, ocupat per un escut de la família papal. Els episodis narrats són històries bíbliques teofàniques: l'esbarzer ardent, l'escala de Jacob, l'aparició de Déu a Noè i el sacrifici d'Isaac, tractades amb grans semblances amb la pintura de Miquel Àngel.[42]

### Estança de l'Incendi del Borgo
Pintada en temps de Lleó X (1513-1521), aquesta sala es feia servir de menjador (encara que més tard es va destinar a sala de música), per tant les pintures es van realitzar en tons àulics i la decoració té una iconografia d'episodis relacionats amb anteriors papes que van ser anomenats Lleó i que van tenir alguna connexió amb Lleó X.
- L'incendi del Borgo. El tema està basat en el Liber Pontificalis i tracta d'un incendi al barri del Borgo, davant la basílica de Sant Pere, ocorregut l'any 847 i que amb la benedicció del papa Lleó IV es va apagar miraculosament. La relació al·lusiva a Lleó X és la seva funció pacificadora, en contrast amb l'època anterior de Juli II.
- La coronació de Carlemany. L'escena recull el moment de la coronació de Carlemany pel papa Lleó III l'any 800. Es relaciona amb el tractat entre Lleó X i el rei Francesc I de França, pel qual el rei francès va decidir defensar l'Església com abans ho havia fet Carlemany.
- La batalla d'Òstia. Aquesta escena també es basa en el Liber Pontificalis i representa la victòria del papa Lleó IV sobre els sarraïns, l'any 849, en la batalla d'Òstia. Aquest tema al·ludeix a l'esperança de Lleó X de derrotar els turcs. El disseny de l'obra és de Rafael, però la seva execució es deu a Giulio Romano.[44]
- Justificació de Lleó III. El tema és el papa Lleó III davant de Carlemany i del clergat, justificant-se de les acusacions dels nebots d'Adrià I, i fa al·lusió a la butlla papal Unam Sanctam de Bonifaci VIII de l'any 1515, concedida pel cinquè concili del Laterà. La pintura s'atribueix al taller de Rafael.
- Volta i sòcol. Es conserven a la volta les pintures executades en temps de Juli II pel Perugino (1508), al·lusives a la funció d'aquesta cambra com a tribunal. Són quatre medallons: la Trinitat, el Creador entre àngels i querubins, Crist Justicier i Crist temptat pel dimoni, i Crist entre la Misericòrdia i la Justícia. Al sòcol de tota la sala, Rafael va dissenyar la representació d'emperadors i de sobirans en un to monocrom groc; hi són retratats Carlemany, Arnulf de Caríntia, Jofré de Bouillon, Lotari I i Ferran el Catòlic, i col·locades entre ells unes figures de cariàtides en clarobscur.[45]

|  |  |  |

### Estança de Constantí
Encarregada a Rafael per Lleó X l'any 1517, segons Giorgio Vasari tan sols li va donar temps, abans de la seva mort, a realitzar els dissenys dels frescs. L'execució de les pintures, doncs, es deu a part dels seus deixebles, especialment Giulio Romano. Els frescos de les quatre parets representen: 
- La visió de la Creu. La composició és plena de figures i s'inspira clarament en els relleus romans. Representa la visió de la Creu juntament amb la inscripció ἐν τούτῳ νίκα ('amb aquest signe guanyaràs'), visió que va tenir Constantí quan preparava el seu enfrontament amb Maxenci.[47]
- La batalla del pont Milvi. Representa el moment de la batalla de Constantí contra Maxenci, el 28 d'octubre del 312 al pont Milvi. La pintura, una clara al·lusió a la victòria del cristianisme sobre el paganisme, és obra de Giulio Romano.[48]
- El baptisme de Constantí. S'hi veu el moment en què l'emperador Constantí s'agenolla davant el papa Silvestre I per rebre el sagrament del Baptisme al baptisteri del Laterà. Les pintures tenen uns tons sense grans contrastos, a diferència dels colors emprats per Rafael; aquest fresc s'atribueix a Giovanni Francesco Penni.[49]
- La donació de Roma. El tema constantinià conclou amb aquest episodi, que representa l'emperador oferint al papa Silvestre I (amb la fisonomia de Climent VII), tal com es relata al document de la Donació de Constantí, una estàtua de la deessa Roma, símbol del poder.[47]

|  |  |

## Capella Sixtina

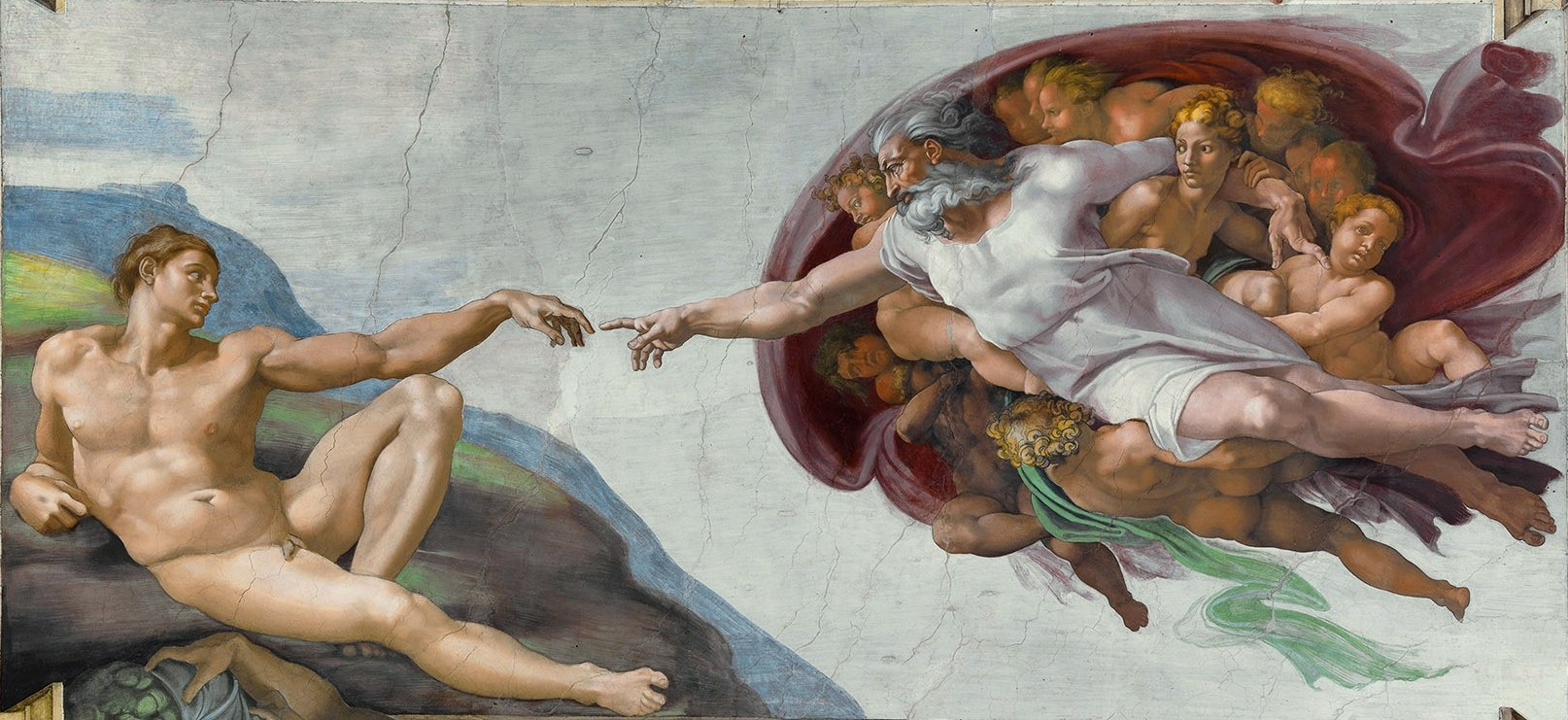
La creació d'Adam de Miquel Àngel, a la Volta de la Capella Sixtina, amb el Creador a punt de tocar-lo amb un dit per donar-li la vida

Fou construïda entre el 1471 i el 1484, a l'època del papa Sixt IV, del qual procedeix el nom pel qual és coneguda. Hi tenen lloc els conclaves i altres cerimònies oficials, com ara les coronacions papals. És cèlebre arreu per la seva decoració pictòrica, obra de Miquel Àngel.
Al centre de la volta es representen nou escenes rectangulars sobre la creació i la caiguda de l'home, flanquejades per profetes i sibil·les, els avantpassats de Jesús i arquitectures i escultures fingides. La paret sobre l'altar major, amb una superfície de 13,7 x 12,2 m, l'ocupa el Judici Final, encarregat pel papa Pau III el 1535. La composició se centra entorn de la figura del Crist jutge, el qual es mostra despullat dels atributs de la iconografia tradicional, nu, amb una anatomia atlètica i un gest de poderosa autoritat.

## Museu Filatètic i Numismàtic
Aquesta és l'última col·lecció incorporada als Museus Vaticans. Es va inaugurar el 25 de setembre de 2007.
S'hi recullen tots els segells i les monedes de la Ciutat del Vaticà, des del moment del seu naixement (1929) fins avui; conté també la gran col·lecció filatèlica dels Estats Pontificis, i peces amb alguns errors.
El museu es divideix en dues seccions: 
- La secció filatèlica consta de les emissions vaticanes de segells de correus, classificades segons els diversos pontificats (de Pius XII a Benet XVI); targetes postals i aerogrames; les emissions dels Estats Pontificis (1852-1870), amb segells nous, i els sobres usats; lacres; cilindres, planxes i material divers usat per gravar els segells; i alguns dissenys que s'exposen a les parets.
- La secció numismàtica consta de monedes de lires vaticanes des del 1929 fins al 2001; les monedes commemoratives, del 1979 a, 2001; les monedes de després del 2001, en euros; les monedes de l'Any Sant; monedes i segells emesos durant la seu vacant.[21]

## Altres col·leccions

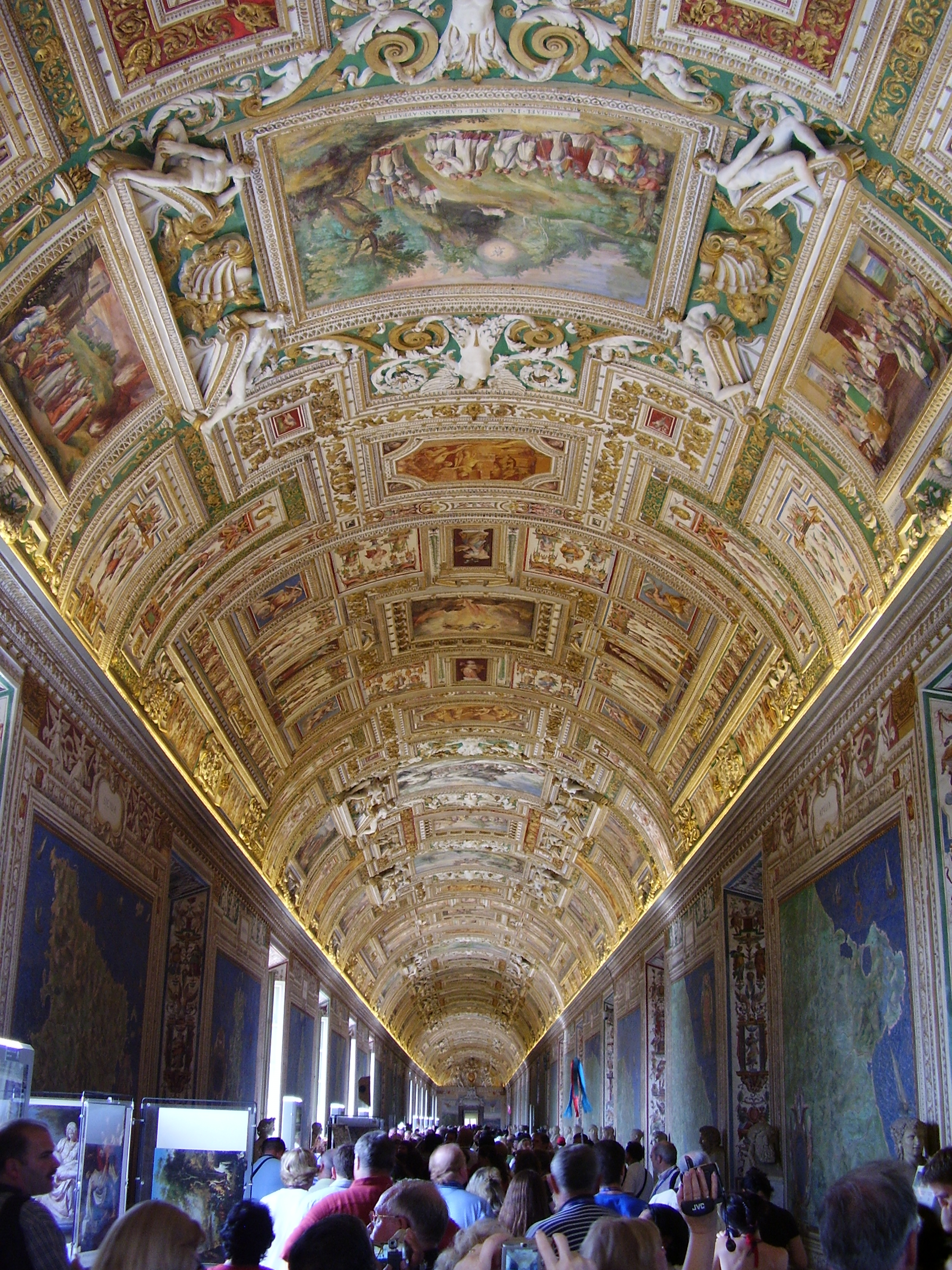
Galeria dels Mapes

### Galeria dels Tapissos
Una col·lecció de tapissos dels segles xv al xvii s'exposen en aquesta sala des de l'any 1838.

### Galeria dels Mapes
Fou batejada així pels quaranta mapes pintats al fresc sobre els murs, que representen les regions italianes i les possessions de l'Església a l'època del papa Gregori XIII (1572-1585). Van ser realitzats entre els anys 1580 i 1585 segons els cartrons d'Ignazio Danti, famós geògraf d'aquell temps. Considerant els Apenins l'element divisori, sobre una paret hi ha pintades les regions banyades pels mars Lígur i Tirrè, i sobre l'altra les regions banyades per l'Adriàtic. Cada mapa regional representa el plànol de la seva ciutat principal. Cal destacar-ne els frescs d'Ignazio i Antonio Danti, que mostren les belles possessions del papa a Venècia. Van ser restaurats per ordre d'Urbà VIII (1623-1644).

### Galeria dels Canelobres
Construïda l'any 1761, s'hi exposen una sèrie de grans canelobres d'Otricoli, junt amb obres d'escultura de l'època hel·lenística.

### Pavelló dels Carruatges
Arranjat pel papa Pau VI l'any 1973, conserva nombrosos carruatges usats per diferents papes, entre ells el construït per Lleó XII, juntament amb selles, cadires de mà, carrosses de gala, automòbils i papamòbils. Es tracta d'una de les dues seccions del Museu Històric Vaticà; l'altra és al Palau del Laterà.